# 堪忍袋
堪忍袋（かんにんぶくろ）は、落語の演目のひとつ。

## 概要
益田太郎冠者が、初代三遊亭圓左のために書き下ろした新作落語。
主な演者に、東京の8代目桂文楽、3代目三遊亭金馬、5代目柳家小さん、10代目柳家小三治らが知られる。近年では上方でも演じられる。

## あらすじ
以下は、東京での演じ方に準じる。
職人の男（東京では熊五郎。以下「熊五郎」で統一）と妻の間では、近所に聞こえる大声でののしり合うほどの夫婦喧嘩が絶えなかった。熊五郎の出入り先の主人（あるいは、長屋の大家）が通りかかって喧嘩の声を聞きつけ、飛び込むなり「『堪忍五両、思案は十両』『笑う門には福来る』と言うじゃないか。喧嘩をしていてはカネもたまらない」と夫妻をなだめ、以下のような中国の故事を語って聞かせる。
何を言われても怒らない男がいた。変に思った仲間が彼を料理屋に呼び出し、罵倒してみるが、それでも男は怒らず、ニコニコと笑ったのち、「ちょっと用事があるので、これで失礼します」と言って家に帰ってしまう。仲間は「さては、家で下男か誰かに八つ当たりをしているな」といぶかしがり、男の家に押しかける。出迎えた男は大きな水がめを指さし、「ムシャクシャすることがあると、この中に叫んでぶちまけ、ふたをして閉じ込めてしまうのだ」と明かす。
「それから『あれは偉い人間だ』と評判になり、出世をしたそうだ。お前さんたちも、たとえば袋をひとつ、おかみさんが縫って、それを『堪忍袋』としろ。その中にお互いの不満を怒鳴り込んで、ひもをしっかり締めておき、夫婦円満を図れ」
熊五郎は、さっそく妻に袋を作らせ、口をつけて絶叫する。「亭主を亭主と思わない、スベタアマーッ」妻も続けて、「この助平野郎ゥーッ」と袋に吹き込む。不思議なことに、叫ぶたびにふたりの怒りの感情がなくなっていき、爽快な気分になる。「この大福アマーッ」「しみったれ野郎ーッ」
叫びの応酬のために、喧嘩が始まったと勘違いした隣人が仲裁に飛び込むが、夫妻が何ともない様子なので、隣人が理由をたずねる。熊五郎は袋のことを隣人に話す。「へー、そんなすごい袋があるの。俺にも貸して! ……やい、このアマッ、亭主を何だと思ってやがるんだッ」
やがて3日もたたないうちに、袋は近所じゅうの評判を経て、街じゅうにそのうわさが広まり、熊五郎の長屋の前には人ごみが絶えなくなる。袋は人々の「喧嘩」でいっぱいになってふくれ上がり、少しでも吹き込んだら大爆発を起こしかねなくなる。「どうする?」「明日になったら、海にでも捨ててくるしかないだろう」
夫妻が、戸締りをして眠りにつこうとしたところ、戸をたたきながら「開けろー!!」と叫ぶ声がする。開けると、長屋仲間の六が泥酔した様子で転がり込んでくる。「仕事の後輩が若いのに生意気で、俺の仕事にケチをつけやがるからポカポカ殴ったら、みんなが俺ばかりを責めて、逆に殴られ放題になった。我慢がならねえから、堪忍袋にぶちまけさせろ」「駄目だ、袋がいっぱいなんだよ」「やかましい、貸せ!!」
六が袋をひったくった拍子に袋の緒が切れ、中から「喧嘩」がいっぺんに飛び出してきた。

## バリエーション
- 袋がいっぱいになってからの展開が異なる演じ方がある。主人公宅をたずねた商家の嫁が「クソババア、死ね!!」と絶叫した時点で袋が満タンになり、病の身であるその姑の番で袋がはじけて、姑が袋の中に入っていた嫁の「クソババア、死ね!!」を聴いた途端に元気を取り戻す、という結末である。上方で広く演じられる。
- 益田太郎冠者の原案は、袋が破れた途端に主人公が長屋仲間を殴り倒し、長屋仲間が「何をするんだ」と聞くと、主人公が「堪忍袋の緒が切れた」と言ってサゲるもの[要出典]であったという。
- 3代目金馬は、「中の喧嘩が、『○×■○×■……』」と奇声を発しつつにぎやかにサゲた。